# Torneo di Wimbledon 2015 - Doppio maschile per invito
Thomas Enqvist e Mark Philippoussis erano i campioni in carica del Torneo di Wimbledon 2014 - Doppio maschile per invito.
Philippoussis non ha preso parte a questa edizione, mentre Enqvist ha partecipato insieme a Jamie Delgado, ma non sono riusciti a superare il loro girone.
Goran Ivanišević e Ivan Ljubičić hanno conquistato il titolo battendo in finale Wayne Ferreira e Sébastien Grosjean con il punteggio di 6-3, 1-6, [10-5].

## Tabellone

### Legenda
| - Q = Qualificato - WC = Wild card - LL = Lucky loser | - ALT = Alternate - SE = Special Exempt - PR = Protected Ranking | - w/o = Walkover - r = Ritirato - d = Squalificato |

### Finale
|  | Finale                            |                                   |   |   |      |  |
|  |                                   |                                   |   |   |      |  |
|  | Wayne Ferreira Sébastien Grosjean | Wayne Ferreira Sébastien Grosjean | 3 | 6 | [5]  |  |
|  | Goran Ivanišević Ivan Ljubičić    | Goran Ivanišević Ivan Ljubičić    | 6 | 1 | [10] |  |

### Gruppo A
|    |                                            | A Costa F González         | W Ferreira S Grosjean | R Krajicek M Petchey   | J Baker F Santoro G Rusedski* | RR V-P  | Set V-P | Game V-P    | Posizione |
| A1 | Albert Costa Fernando González             |                            | 6(1)-7 7–6(5) [5-10]  | 4-6 6-1 [10-5]         | 1-6 6-2 [9-11] (con Baker)    | 1-2     | 4-5     | 31-21       | 3         |
| A2 | Wayne Ferreira Sébastien Grosjean          | 7-6(1) 6(5)–7 [10-5]       |                       | 6-3 6-4                | 3-6 4-6 (con Baker)           | 2-1     | 4-3     | 33-32       | 1         |
| A3 | Richard Krajicek Mark Petchey              | 6-4 1-6 [5-10]             | 3-6 4-6               |                        | 5-7 5-7 (con Rusedski)        | 0-3     | 1-6     | 24-37       | 4         |
| A4 | Jamie Baker Fabrice Santoro Greg Rusedski* | 6-1 2-6 [11-9] (con Baker) | 6-3 6-4 (con Baker)   | 7-5 7-5 (con Rusedski) |                               | 2-0 1-0 | 4-1 2-0 | 21-14 14-10 | 2         |

* Greg Rusedski si è ritirato dopo il primo match a causa di un infortunio all'anca. È stato sostituito da Jamie Baker. Il primo risultato non verrà contato.
La classifica viene stilata in base ai seguenti criteri: 1) Numero di vittorie; 2) Numero di partite giocate; 3) Scontri diretti (in caso di due giocatori pari merito ); 4) Percentuale di set vinti o di games vinti (in caso di tre giocatori pari merito ); 5) Decisione della commissione.

### Gruppo B
|    |                                 | J Björkman T Johansson | J Delgado T Enqvist | J Gimelstob R Hutchins | G Ivanišević I Ljubičić | RR V-P | Set V-P | Game V-P | Posizione |
| B1 | Jonas Björkman Thomas Johansson |                        | 6-3 7–6(4)          | 6-3 2-6 [3-10]         | 1-6 6-1 [7-10]          | 1-2    | 4-4     | 28-27    | 3         |
| B2 | Jamie Delgado Thomas Enqvist    | 3-6 6(4)–7             |                     | 3-6 6-2 [7-10]         | 6-3 1-6 [8-10]          | 0-3    | 2-6     | 25-32    | 4         |
| B3 | Justin Gimelstob Ross Hutchins  | 3-6 6-2 [10-3]         | 6-3 2-6 [10-7]      |                        | 4-6 6-2 [6-10]          | 2-1    | 6-3     | 29-26    | 2         |
| B4 | Goran Ivanišević Ivan Ljubičić  | 6-1 1-6 [10-7]         | 3-6 6-1 [10-8]      | 6-4 2-6 [10-6]         |                         | 3-0    | 6-3     | 27-24    | 1         |

La classifica viene stilata in base ai seguenti criteri: 1) Numero di vittorie; 2) Numero di partite giocate; 3) Scontri diretti (in caso di due giocatori pari merito ); 4) Percentuale di set vinti o di games vinti (in caso di tre giocatori pari merito ); 5) Decisione della commissione.